# Sinești (Ialomița)
Sinești is een Roemeense gemeente in het district Ialomița.
Sinești telt 2275 inwoners.